# Planète Terreur
Pour plus de détails, voir Fiche technique et Distribution.
Planète Terreur (Planet Terror) est un film américain réalisé par Robert Rodriguez et sorti en 2007. Avec Boulevard de la mort de Quentin Tarantino, il fait partie du double programme Grindhouse. Les deux films du diptyque sont cependant sortis indépendamment dans plusieurs pays, comme la France, dans des versions rallongées.

## Synopsis
Dans une petite ville rurale du Texas, un groupe de soldats arrive dans une base militaire voisine, dirigée par le lieutenant Muldoon (Bruce Willis) . Ils font une transaction commerciale avec un ingénieur chimiste nommée Abby pour une grande quantité d'un agent biochimique mortel connu sous le nom de DC2 (nom de code Terror Project). Lorsque Muldoon apprend qu'Abby a un approvisionnement supplémentaire en main, il tente de le prendre en otage, mais Abby libère volontairement le gaz dans l'air.
Pendant ce temps, William et Dakota Block, un couple de médecins, constatent que leurs patients sont soudain frappés par la gangrène et affectés d'un regard vide et inquiétant.
De son côté, Cherry, go-go danseuse, s'est fait arracher la jambe lors d'une attaque par un groupe de cannibales. Wray, son ex-petit copain, veille sur elle. Mais Cherry a beau être au plus mal, elle n'a pas dit son dernier mot.
Tandis que les malades se multiplient et deviennent des zombies assoiffés de sang, Cherry et Wray prennent la tête d'une armée destinée à empêcher l'épidémie de se propager. Si des millions d'individus sont contaminés et que beaucoup succombent, une poignée d'entre eux se battront jusqu'au bout pour se réfugier dans un lieu sûr…

## Fiche technique
- Titre français complet : Planète terreur - un film Grindhouse
- Titre québécois complet : Grindhouse présente Robert Rodriguez's Planète Terreur
- Titre original complet : Robert Rodriguez's Planet Terror
- Réalisation et scénario : Robert Rodriguez
- Directeur de la photographie : Robert Rodriguez
- Musique : Graeme Revell, Carl Thiel et Robert Rodriguez
- Décorateurs : Steve Joyner, Caylah Eddleblute
- Ingénieurs du son : Ethan Andrus, John Pritchett
- Costumes : Nina Proctor
- Maquilleurs : Joe Bucaro, Martin Astles, Derek Mears et Gregory Nicotero
- Chef cascadeur : Jeff Dashnaw
- Montage : Ethan Maniquis, Robert Rodriguez
- Producteurs :	Elizabeth Avellan, Robert Rodriguez, Quentin Tarantino, Erica Steinberg [non créditée]
  - Producteurs délégués : Bob et Harvey Weinstein, Sandra Condito
  - Producteur associé : Tom Proper
  - Producteur exécutif : Luz María Rojas
- Sociétés de production : Dimension Films-The Weinstein Company (États-Unis), A Band Apart (États-Unis), Troublemaker Studios (États-Unis), Rodriguez International Pictures (États-Unis)
- Sociétés de distribution : Dimension Films-The Weinstein Company (États-Unis), Sony Pictures Releasing (Mexico)
- Langues originales  : anglais, espagnol
- Pays de production :  États-Unis
- Format : Couleur — 2.35:1 CinemaScope — Digital SR-D / DTS / SDDS — numérique
- Budget : 67 millions de dollars[1] (budget de production globale du diptyque Grindhouse)
- Genre : comédie horrifique, science-fiction
- Durée : 105 minutes, 91 minutes (dans le double programme Grindhouse)
- Dates de sortie :
  - États-Unis : 6 avril 2007 (seulement dans le double programme Grindhouse)
  - France : 14 août 2007
  - États-Unis : 16 octobre 2007 (DVD)
- Classification[2] :
  - États-Unis : R
  - France : interdit aux moins de 12 ans

## Distribution
- Rose McGowan (VF : Nathalie Spitzer ; VMX : Alondra Hidalgo) : Palomita / Cherry Darling
- Freddy Rodríguez (VF : Jean-Christophe Dollé ; VQ : Hugolin Chevrette) : El Wray
- Marley Shelton (VF : Ludmila Ruoso ; VQ : Geneviève Désilets) : Dr. Dakota Block
- Josh Brolin (VF : François Siener ; VQ : Pierre Auger) : Dr. William Block
- Jeff Fahey (VMX : Eduardo Yanez) : J. T. Hague
- Michael Biehn (VF : Philippe Vincent ; VQ : Benoit Rousseau) : le shérif Hague
- Naveen Andrews (VF : Loïc Houdré ; VQ : Gilbert Lachance) : Abby
- Electra et Elise Avellan (VQ : Kim Jalabert) : les babysitters jumelles
- Bruce Willis (VF : Patrick Poivey ; VQ : Louis-Philippe Dandenault) : le lieutenant Muldoon
- Tom Savini : le shérif adjoint Tolo
- Michael Parks (VQ : Luis de Cespedes) : Earl McGraw
- Stacy « Fergie » Ferguson : Tammy Visan
- Carlos Gallardo : le shérif adjoint Carlos
- Danny Trejo : Machete
- Cheech Marin : Le prêtre
- Quentin Tarantino (VF : Bernard Crombey ; VQ : Daniel Picard) : le violeur #1
- Rebel Rodriguez : Tony Block

## Production

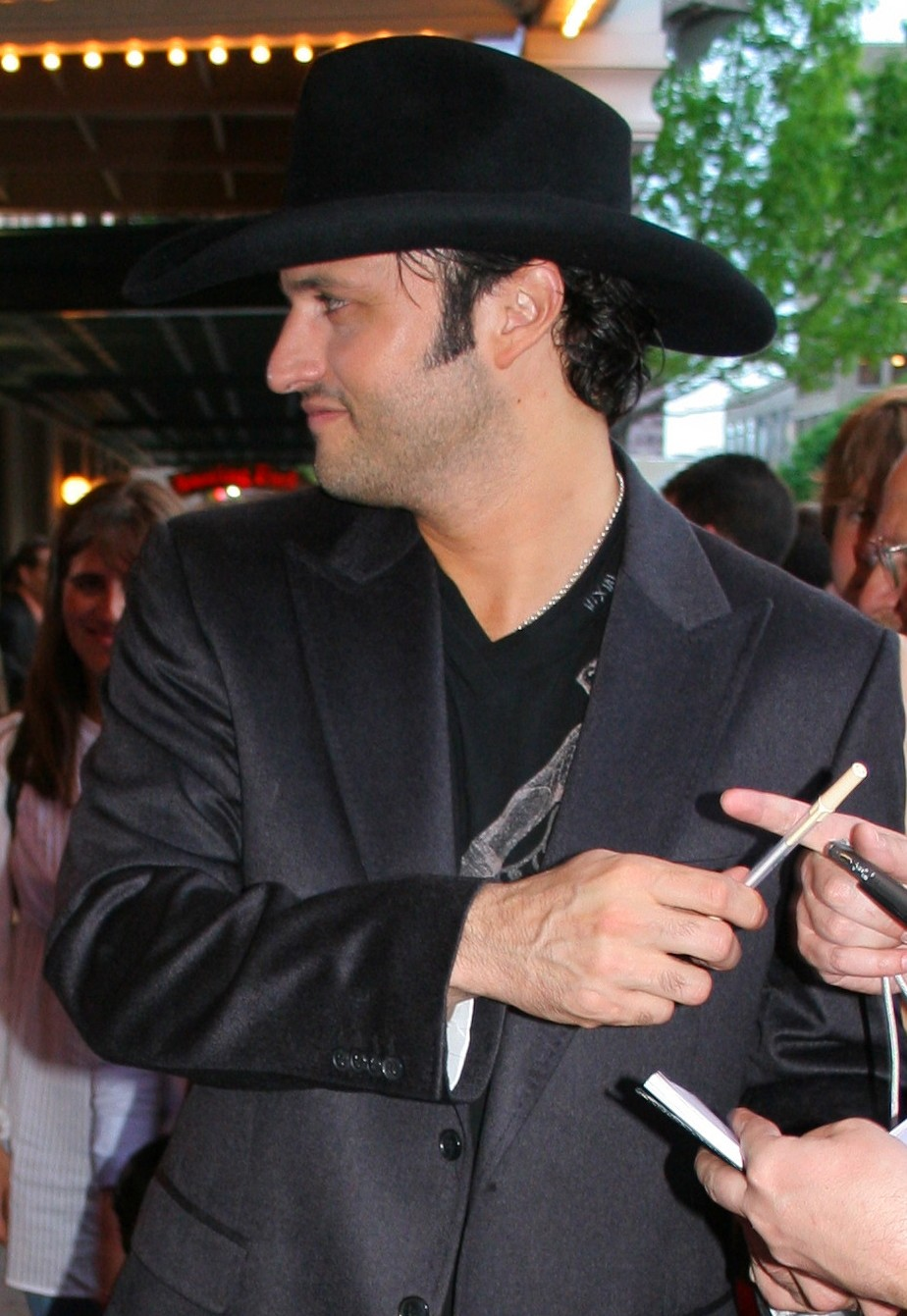
Le réalisateur Robert Rodriguez à la première du film, à Austin, Texas, en mars 2007.

### Genèse du projet
Pour rendre hommages aux films de « Série B » de leur jeunesse, Robert Rodriguez et Quentin Tarantino décident de s'associer à nouveau pour réaliser chacun une partie d'un double-programme, imitant ainsi les films d'exploitation qui passaient à la suite dans des Grindhouses avec des bandes annonces au milieu. Alors que Tarantino se penche sur les slasher movies, Rodriguez  souhaite faire un film de zombies, dont il avait déjà écrit quelques idées dès 1998, sur le tournage de The Faculty,.

« Personne n'avait réalisé de film de zombie depuis très longtemps. »

— Robert Rodriguez

### Attribution des rôles
Robert Rodriguez offre ici des petits rôles à des membres de sa famille. Le petit garçon qui joue Tony n'est autre que Rebel Rodriguez, l'un des fils du réalisateur. Il avait déjà tenu un petit rôle dans Les Aventures de Shark Boy et Lava Girl. De plus, les deux babysitteurs déjantées sont interprétées par Electra Avellan et Elise Avellan, qui sont en réalité les nièces de la productrice du film Elizabeth Avellan. Cette dernière est l'ex-femme de Robert Rodriguez.
Michael Parks reprend ici son personnage d'Earl McGraw, déjà apparu dans un autre film de Robert Rodriguez, Une nuit en enfer (1996). Il est également présent dans le film de Quentin Tarantino Kill Bill : Volume 1 (2003), et apparaît aussi dans l'autre film Grindhouse, Boulevard de la mort, tout comme le personnage de Dakota Block, incarné par Marley Shelton. Quentin Tarantino et Rose McGowan interprètent quant à eux deux personnages différents dans les deux films du diptyque.
La chanteuse Stacy « Fergie » Ferguson des Black Eyed Peas tient un petit rôle dans le film, alors qu'elle enregistrait un album de son groupe et qu'elle était également en tournée.
Felix Sabates, qui incarne un médecin des urgences dans le film, est réellement dans la profession : il est ophtalmologue à Kansas City et médecin urgentiste à Houston. Proche de Robert Rodriguez, il était déjà apparu dans Spy Kids 2 : Espions en Herbe. Robert Rodriguez engage également Skip Reissig, pour le rôle du gérant de la boîte de striptease. Skip Reissig est en réalité l'agent immobilier de Robert Rodriguez, qui trouvait ça marrant qu'il joue ce rôle.
Robert Rodriguez collabore à nouveau avec Bruce Willis et Marley Shelton après Sin City, Quentin Tarantino après Desperado et Une nuit en enfer, Tom Savini et Une nuit en enfer, ...
Pour le rôle d'El Wray, Rodriguez avait pensé à Rey-Phillip Santos avant de l'attribuer à Freddy Rodríguez.
|                                                                                              |  |  |
| Les actrices principales Rose McGowan et Marley Shelton à la première du film, en mars 2007. |  |  |

### Tournage
Le tournage a principalement lieu au Texas, à Austin et Luling. Certaines scènes, dont la fin, sont tournées au Mexique, à Tulum dans l'État du Quintana Roo.
À l'époque du film, Rose McGowan tourne également la série Charmed à Los Angeles. Mais après la fin de la série, elle cesse ses allers-retours entre la Californie et le Texas et se consacre entièrement à Planète Terreur.
Contrairement à Boulevard de la mort, le film a été entièrement tourné en numérique pour libérer les acteurs des contraintes techniques de la pellicule.

« On n'a pas eu à se soucier de la durée limitée des bobines ou des rayures de la pellicule. C'est vraiment gratifiant parce qu'on peut tourner prise sur prise, jusqu'à ce que la prise soit bonne, sans avoir à se préoccuper des contraintes techniques du 35 mm. »

— Marley Shelton

## Bande originale
Bandes originales par Robert Rodriguez
Les Aventures de Shark Boy et Lava Girl
(2005)
La bande originale a été composée par Robert Rodriguez, avec la collaboration de Carl Thiel et Graeme Revell. Elle s'inspire du travail du réalisateur John Carpenter, qui a écrit la musique de plusieurs de ses propres films (Halloween, la nuit des masques, New York 1997, Ghosts of Mars, ...), et qui devait à l'origine mettre en musique Planète Terreur.

### Liste des titres
1. Grindhouse (Main Titles) - (Robert Rodriguez)
2. Doc Block - (Robert Rodriguez et Carl Thiel)
3. The Sickos - (Robert Rodriguez et Graeme Revell)
4. You Belong to Me - Interprété par Rose McGowan (Pee Wee King, Chilton Price et Redd Stewart)
5. Go Go Not Cry Cry - (Robert Rodriguez et Rick Del Castillo)
6. Hospital Epidemic - (Graeme Revell et Robert Rodriguez)
7. Useless Talent #32 - Interprété par Rose McGowan (Rebecca Rodriguez et Robert Rodriguez)
8. His Prescription... Pain - (Robert Rodriguez et Carl Thiel)
9. Cherry Darling - (Robert Rodriguez)
10. The Grindhouse Blues - (Robert Rodriguez)
11. El Wray - (Robert Rodriguez)
12. Police Station Assault - (Robert Rodriguez)
13. Dakota - (Robert Rodriguez et Carl Thiel)
14. Zero to Fifty In Four - (Robert Rodriguez)
15. Fury Road - (Robert Rodriguez)
16. Helicopter Sicko Chopper - (Graeme Revell et Robert Rodriguez)
17. The Ring in the Jacket - (Robert Rodriguez et George Oldziey)
18. Killer Legs - (Robert Rodriguez et Rick Del Castillo)
19. Melting Member - (Graeme Revell et Robert Rodriguez)
20. Too Drunk to Fuck - Interprété par Nouvelle Vague (Jello Biafra) (reprise des Dead Kennedys)
21. Cherry's Dance of Death - Interprété par Chingón (Robert Rodriguez)
22. Two Against the World - Interprété par Rose McGowan (Rebecca Rodriguez et Robert Rodriguez)

## Accueil
Sur l'agrégateur américain Rotten Tomatoes, Planète Terreur récolte 75% d'opinions favorables pour 28 critiques et une note moyenne de 6,40⁄10. Le site Metacritic recense quant à lui les critiques du double programme Grindhouse qui obtient une note moyenne de 77⁄100 pour 36 critiques.
En France, Planète Terreur obtient une note moyenne de 3,3⁄5 sur le site AlloCiné, qui recense 21 titres de presse.
Malgré ces critiques globalement bonnes, le film n'est pas un succès au box-office. Sorti indépendamment de Boulevard de la mort (l'autre partie du double programme Grindhouse), le film ne récolte que 11 446 172 $ à travers le monde. En France, le film n'attire que 134 427 spectateurs en salles. Par ailleurs, la version Grindhouse, qui combine les deux films, rapporte environ 25 millions de dollars dans les pays où elle est projetée, dont les États-Unis. Cela ne vient pas amortir le budget de production total des deux films estimé à 67 millions de dollars.

## Commentaires